# Dio salvi la regina (film 1988)
Dio salvi la regina (For Queen & Country) è un film del 1988, diretto da Martin Stellman.

## Trama
Reuben è un giovane di colore naturalizzato inglese, congedatosi dalla British Army dopo aver passato nove anni nei paracadutisti, rischiando la vita fra le Falkland e l'Irlanda del nord. Gli viene negato il rinnovo del passaporto mettendo in discussione la sua cittadinanza inglese, perché Saint Lucia nei Caraibi, di cui è originario, nel frattempo ha dichiarato la propria indipendenza e ha cessato di essere colonia britannica. Reuben, già alle prese coi tanti problemi dei reduci, aggravati dal fatto di essere nero, si ribella: il suo risentimento verrà fuori per le strade, dove cercherà di fare giustizia.

## Premi
- 1989: Festival del film poliziesco di Cognac
  - Audience Award al regista Martin Stellman
  - Miglior attore a Denzel Washington